# Пиво-понг
Пиво-понг, також відомий як «Бейрут», «Пивний понг» — алкогра, в якій гравці кидають м'ячик для пінг-понгу через стіл з метою приземлити м'ячик у чашку з пивом на іншому кінці. Гра зазвичай складається з команд-суперників по два або більше гравців з кожного боку, з 6 або 10 келихами, встановленими у формі трикутника на кожній стороні. Потім кожна команда по черзі намагається закинути м'ячики для пінг-понгу в келихи супротивника. Якщо команда «робить» келих — тобто м'яч потрапляє в нього і залишається в ньому — вміст келиха випивається іншою командою, а келих забирається зі столу. Перемагає та команда, яка першою прибере всі келихи суперника

## Місця проведення

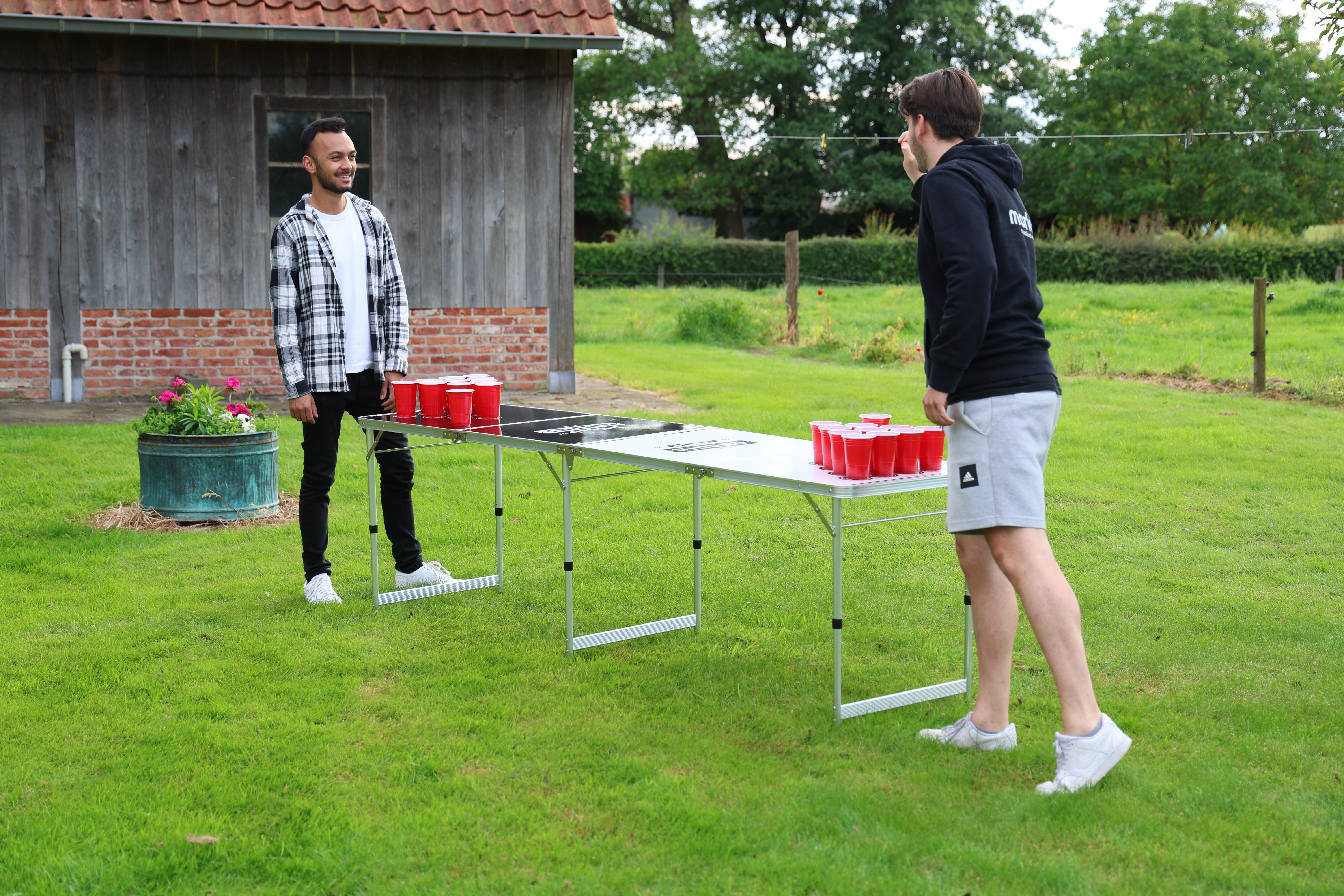
Гра, що проводиться в неформальній обстановці

У пиво-понг грають на вечірках, у барах, коледжах та університетах, а також в інших місцях, таких як домашні вечірки на спортивних заходах.

## Походження та назва

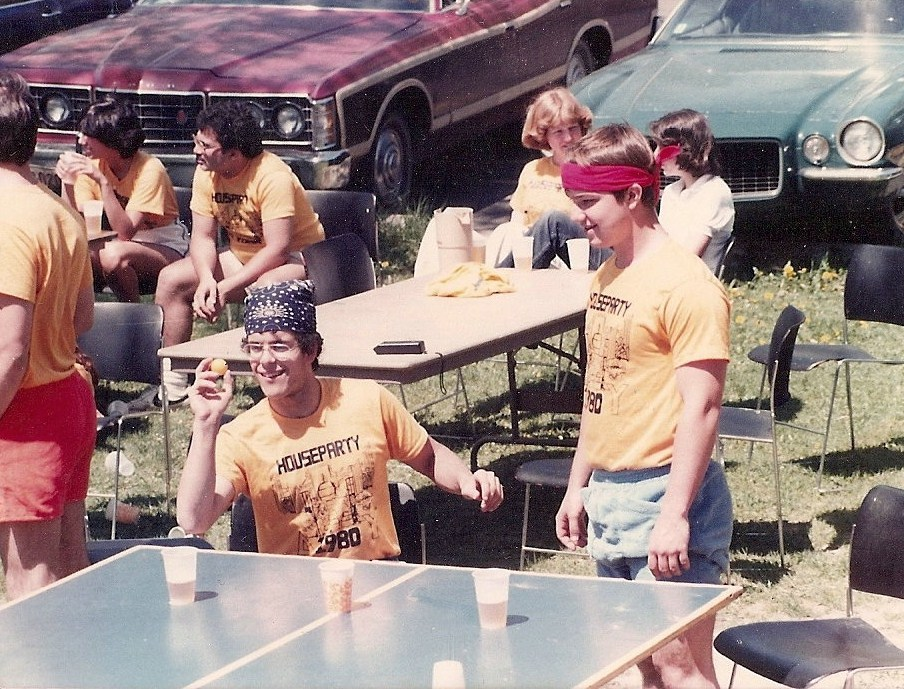
Члени Дельта Апсілон грають у Кидай-понг в університеті Бакнелла під час домашньої вечірки 1980 року

Вважається, що гра еволюціонувала від пиво-понгу з ракетками, який, як вважається, виник у братствах Дартмутського коледжу в США у 1950-х і 1960-х роках, де він з того часу став частиною соціальної культури кампусу. Перша версія нагадувала справжню гру в пінг-понг із сіткою та однією або кількома келихами пива з кожного боку столу. Зрештою, була винайдена версія без ракеток, і десь у 1980-х роках назви «Пиво-понг» та «Бейрут» були прийняті в деяких районах Сполучених Штатів. У деяких місцях «Пиво-понг» стосується версії гри з ракетками, а «Бейрут» — версії без них.
Студентська газета Бакнеллського університету "The Bucknellian " стверджує, що члени братства «Дельта Іпсілон» у Бакнеллі створили «Кидай-понг» — гру, дуже схожу на пиво-понг, у 1970-х роках, і що «Кидай-понг» був привезений до Університету Ліхай братами з братства, які відвідали Бакнелл, і це призвело до створення сучасного пиво-понгу.
Походження назви «Бейрут» є предметом суперечок. У статті 2004 року в The Daily Princetonian, студентській газеті Принстонського університету, було висловлено припущення, що назва, можливо, була придумана в Бакнелльському або Ліхайському університетах приблизно під час Громадянської війни в Лівані. Бейрут, столиця Лівану, був ареною численних бойових дій під час війни, зокрема мінометного обстрілу.

## Налаштування

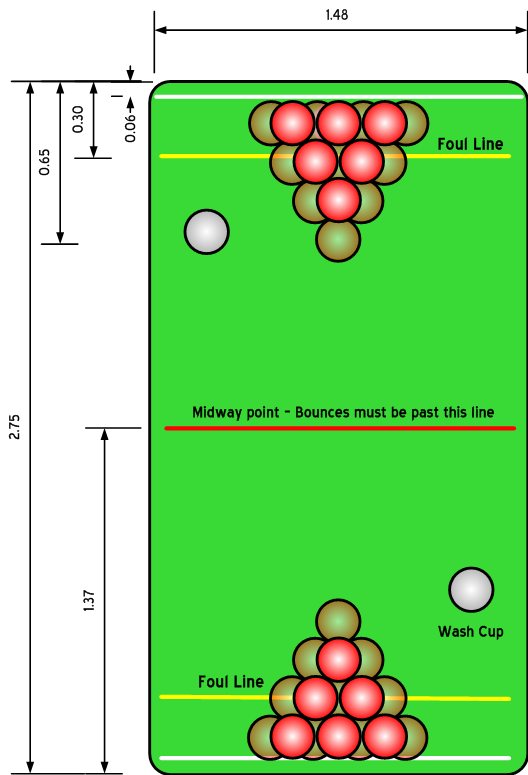
Стандартна підготовка до гри в пиво-понг

### Команди
У пиво-понг зазвичай грають дві команди по два-чотири гравці в кожній. Кожна команда починає гру, стаючи з обох кінців столу за стійкою з кухлями.

### Ігрове поле
Хоча в гру зазвичай грають на столі для пінг-понгу або на розкладному банкетному столі. Ентузіасти можуть створити персоналізований стіл для використання друзями та гостями. Зазвичай це фанерна дошка, вирізана за розміром, іноді розфарбована спортивною, шкільною або братською символікою та покрита водонепроникним покриттям. Деякі компанії продають столи, включаючи переносні та надувні. Однак у гру можна грати на будь-якій рівній поверхні.

### Обладнання

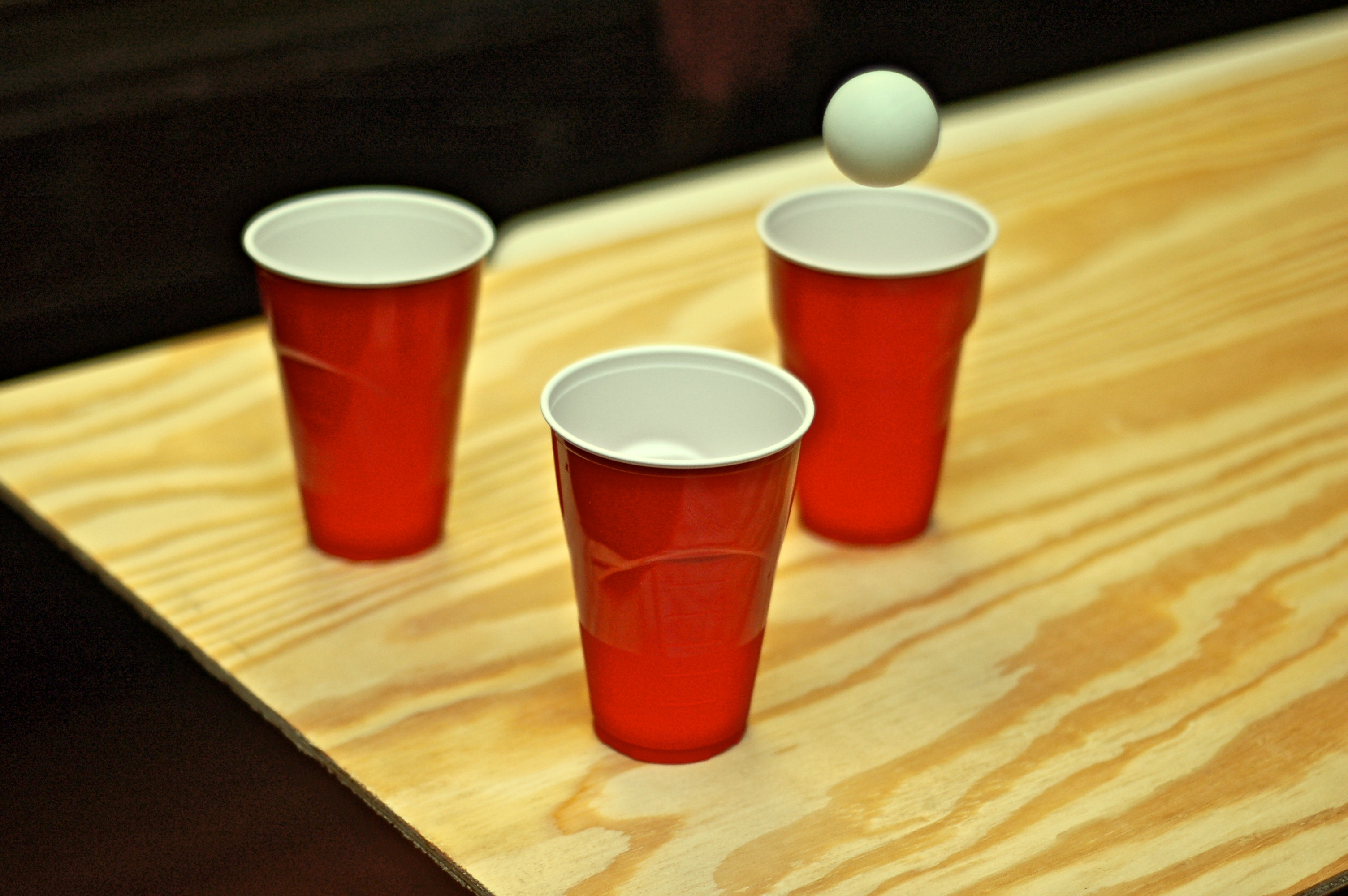
У пиво-понгу та інших іграх з напоями зазвичай використовуються червоні пластикові келихи.

Найчастіше використовуються одноразові пластиковікелихи об'ємом 18 американських унцій (530 мл) (наприклад, червоні келихи Solo) з рисками, за допомогою яких можна точно відміряти кількість пива, що наливається в келих. З кожного боку столу команди збирають рівносторонні трикутники з точкою збігу, спрямованою на іншу команду. У грі зазвичай використовується десятькелихів. Кожна команда зазвичай також має окремий келих з водою, який використовується для змивання м'яча.

### Алкоголь
Іноді перевагу надають недорогому світлому лагеру або світлому пиву міцністю 3,2–5 % через велику кількість, яку споживають протягом кількох ігор. Іноді, згідно з правилами закладу, під час гри можуть використовуватися інші напої з келихів. Для тих, хто не вживає алкоголь, гру можна проводити без пива, як це робиться в Університеті штату Юта, де алкоголь заборонено на території кампусу; замість нього використовується кореневе пиво. З санітарних міркувань гру також можна проводити з келихами води, з яких гравці не п'ють, а п'ють з окремого келиха з пивом або алкоголем.

## Ігровий процес

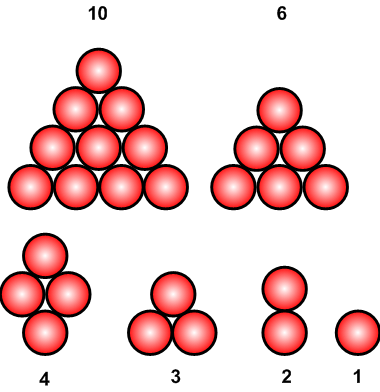
Можливі повторні стійки для гри в пиво-понг

Традиційно в пиво-понг грають за незліченними варіаціями правил. В останні роки такі організації, як Світова серія пиво-понгу, висунули «офіційні» правила. Як правило, гравці дотримуються єдиного набору «домашніх правил», які часто узгоджуються в межах одного університету або регіону країни (наприклад, «правила Західного узбережжя») або можуть відрізнятися в залежності від закладу. Кількість келихів, відскоків, повторних ударів, кількість алкоголю, відстань, з якої потрібно бити, і т. д. — усе це може відрізнятися. Всі правила гри повинні бути вивішені або усно викладені і зрозумілі обом командам до початку гри.
Порядок гри може бути різним — стріляти можуть обидва гравці однієї команди, а потім обидва гравці іншої команди, або ж гравці протилежних команд можуть чергуватися туди-сюди. Зроблений келих повинен бути негайно випитий і вилучений з гри. Деякі правила дозволяють «перестановку» (також відому як «реформування», «оптимізація», «консолідація» та інші назви), тобто перестановку скелихів, що залишилися у команді, після того, як деякі з них були вилучені. Формування, кількість келихів, час перестановки і т. д. залежать від набору правил. Наприклад, команда, у якої залишилося три келихи, може попросити іншу команду «переставити» келихи в один трикутник.
Загальноприйняті правила дозволяють гравцям «вибивати» м'яч з келиха, якщо м'яч обертається навколо внутрішнього обідка. Ще одне загальне правило говорить, що якщо команда робить обидва кидки під час своєї черги, відбувається «відкат», що дозволяє кожному гравцеві цієї команди кинути ще раз. За правилами Світової серії з пиво-понгу, за один хід можна зробити лише один «відкат» кулі, що призводить до максимального результату — трьох келихів.
Перед кидком команди можуть занурювати м'ячики для пінг-понгу в чашки з водою, щоб їх помити. Однак дослідження показали, що в чашках для миття все ще можуть міститися бактерії, такі як кишкова паличка. В результаті гравці можуть наливати в чашки воду замість пива, тримаючи окреме пиво збоку, щоб з нього пити.

### Техніка удару

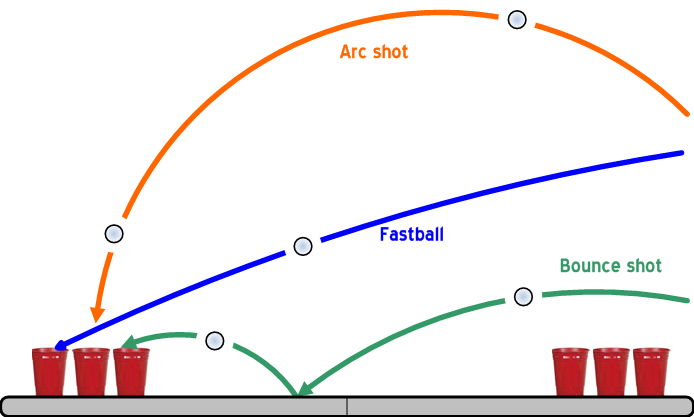
Типовий шлях для різних видів пострілів

Найпоширенішою технікою кидка є удар по дузі, коли м'яч для пінг-понгу беруть кінчиками великого і вказівного пальців, тримають руку під кутом м'ячем догори, а потім кидають м'яким рухом ліктя, тримаючи верхню частину руки паралельно столу.
Деякі гравці кидають у стилі «швидкого м'яча», який використовує сильніший рубаючий рух, щоб відправити м'яч по більш прямій лінії до цільового келиха. Удар швидким м'ячем може бути сприятливим, якщо правила гри передбачають, що перекинутий келих забирається зі столу, і в цьому випадку швидкий м'яч може вибити кілька келихів, якщо кинути його досить сильно.
Удар з відскоку виконується методом відскоку м'яча у напрямку до келихів. Залежно від правил гри, якщо інша команда має можливість відбити м'яч, що відскочив, удар може коштувати більше, ніж один келих.

### Виграти гру
Якщо команда забиває свій останній келих, інша команда програє, якщо тільки вона не може забити всі келихи, що залишилися; це називається спростуванням або викупом. Якщо команда, що програла, може влучити свій викупний кидок, то наступає додатковий раунд, в якому використовуються три келихи замість звичайних десяти келихів.
Ще одне «домашнє правило» можна оголосити до або під час гри посеред « сухого» матчу. «Сухий» матч у бір-понгу настає, якщо одна команда вибиває всі десять своїх келихів, а протилежна команда не вибиває жодного. Якщо «сухий» матч все ж таки відбувається, команда, що програла, повинна зробити те, що вирішили дві команди, наприклад, пройти стрейкінгом («голе коло») або випити велику кількість пива.
Залежно від «правил гри», існують й інші способи завершити гру. Кубки, які випадково залишилися в стійці після того, як були зроблені, відомі як келихи смерті/вбивства. Якщо вони будуть зроблені знову, гра негайно завершиться.

## Проблеми зі здоров'ям
Гра може мати кілька пов'язаних з нею ризиків для здоров'я. Як і будь-яка діяльність, пов'язана з алкоголем, пиво-понг може призвести до сп'яніння гравців або навіть до такого сп'яніння, що може призвести до алкогольного отруєння. Деякі автори згадували, що пиво-понг сприяє «неконтрольованому» вживанню алкоголю в коледжі.
Передбачуваний очисний ефект склянки для занурення у воду може бути компенсований бактеріями в склянках. Під час пандемії COVID-19 група молодих людей у Данії, як вважалося, заразилася вірусом в результаті гри в одну з версій гри, де вони тримали м'ячі для настільного тенісу в роті та випльовували їх у склянки.

## Правові обмеження

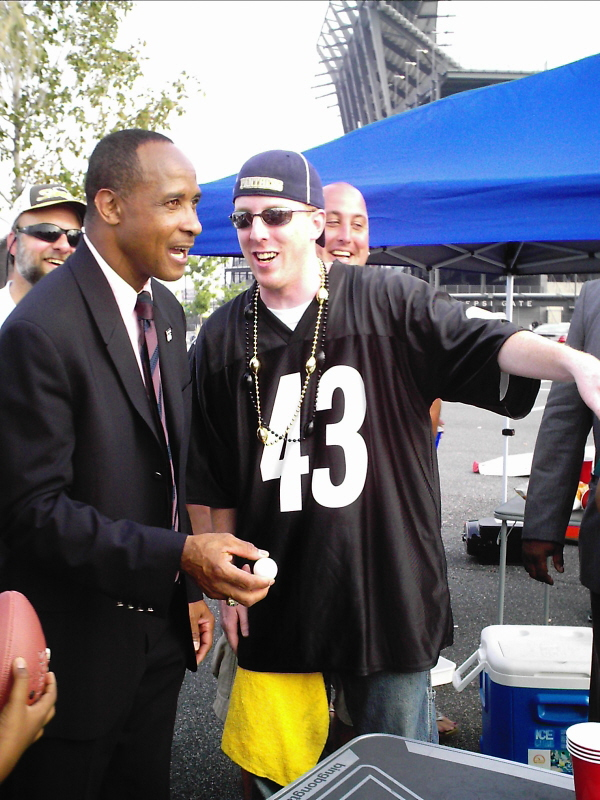
Колишня команда Піттсбург Стілерс та кандидатка в губернатори Пенсильванії Лінн Свонн грає в пиво-понг з глядачами перед футбольним матчем у 2006 році.

Деякі муніципалітети та штати намагалися заборонити пиво-понг у барах або взагалі через переконання, що він заохочує до зловживання алкоголем. В Оксфорді, штат Огайо, де розташований Університет Маямі, міська рада намагалася заборонити гру на вулиці. В Арлінгтоні, штат Вірджинія та Шампейн-Урбані, штат Іллінойс власникам барів було наказано припинити дозволяти гру у своїх закладах. Восени 2007 року Джорджтаунський університет офіційно заборонив усі атрибутику пиво-понгу, такі як столи, виготовлені на замовлення, та володіння великою кількістю м'ячів для пінг-понгу.
31 липня 2008 року журнал Time опублікував статтю «Війна проти пиво-понгу», в якій зазначалися правові обмеження та заборони на гру в коледжах та інших місцях.
У багатьох штатах гравці почали наливати воду в чашки, щоб легально проводити організовані турніри з пиво-понгу в барах. Деякі приклади можна знайти в Мічигані, Массачусетсі, Північній Кароліні та Пенсильванії.

## Турніри та ліги
Турніри з пиво-понгу проводяться в Сполучених Штатах на місцевому, регіональному та національному рівнях.
Світова серія з пиво-понгу (WSOBP) — найбільший турнір з пиво-понгу у світі. WSOBP IV, що відбувся у січні 2009 року в готелі та казино Flamingo у Лас-Вегасі, штат Невада, мав головний приз у розмірі 50 000 доларів США та понад 800 учасників зі США та Канади. WSOBP V, що відбувся у січні 2010 року, зібрав понад 1000 учасників, включаючи команди з Ірландії, Шотландії, Німеччини та Японії. Світовий тур з пиво-понгу має зупинки в різних містах та також грошові призи.

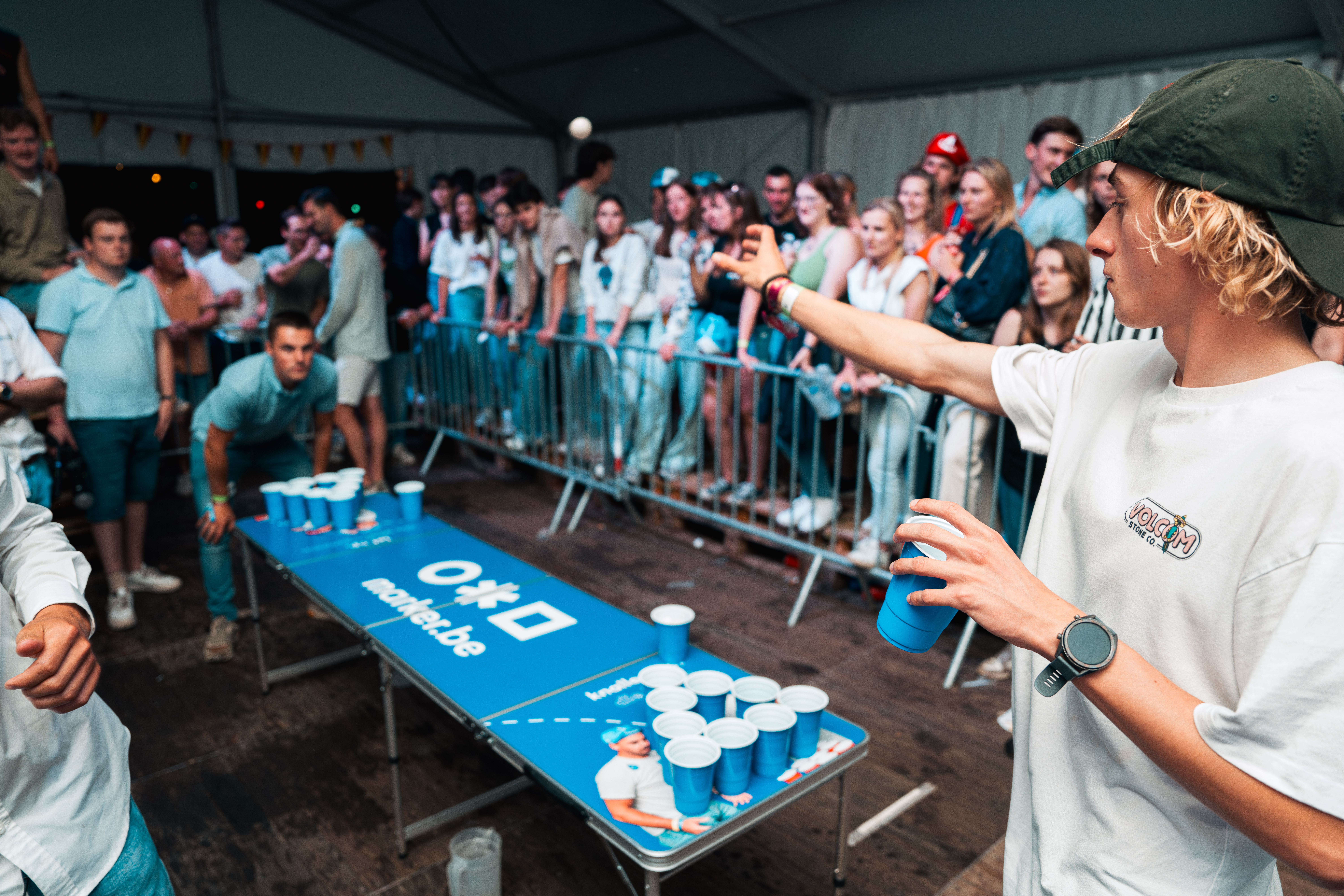
Матч з пиво-понгу під час чемпіонату Бельгії 2024 року

У Бельгії офіційний національний чемпіонат з пиво-понгу, також відомий як Бельгійська серія пиво-понгу, є визнаним національним чемпіонатом зі спортивного пиво-понгу. Цей захід, що проводиться щорічно з 2014 року на фестивалі Beats n' Bots у Ліхтервельде, широко розглядається як національний турнір Бельгії, з офіційними правилами та значним щорічним висвітленням у медіа. У бельгійській культурі, де люблять пиво, національний чемпіонат зарекомендував себе як спортивна подія, що приваблює найкращі команди з усієї країни та зростаючу різноманітну аудиторію.
Більш поширеною організацією ігор у пиво-понг є ліги, які діють на місцевому або регіональному рівні. Зазвичай група ентузіастів понгу створює команди (партнерства) та грає щотижня один проти одного. Іноді ліги мають веб-сайти, рейтинги та статистику, тоді як інші були створені студентами коледжів з метою внутрішньошкільної конкуренції, як-от у Каліфорнійському університеті в Санта-Барбарі з «Лігою пивного понгу Ісла-Віста» та в Нью-Йоркському університеті.

## Медіа
Видання The Wall Street Journal, Time та інші медіа повідомляли про збільшення кількості підприємств, що продають атрибутику для пиво-понгу, таку як столи, килимки, чашки або одяг. «Останній кубок: Дорога до Світової серії з пиво-понгу» — документальний фільм, який розповідає про деяких спортсменів, які готуються до WSOBP II та зрештою змагаються один з одним за головний приз у розмірі 20 000 доларів. Прем'єра цього документального фільму режисера Дена Ліндсея відбулася на кінофестивалі CineVegas 13 червня 2008 року. Рік Рейлі написав для журналу ESPN The Magazine цілу колонку про Світову серію з пиво-понгу IV.
Associated Press назвала цю гру та інші ігри з алкоголем одним із факторів смерті студентів коледжу.
Нещодавно журнал Time опублікував статтю про популярність пиво-понгу та розмістив відео на своєму вебсайті. В обох випадках гравці стверджували, що пиво-понг — це спорт, а не гра, подібна до більярду та дартсу.
Гра була постійним сегментом програми «Пізно ввечері з Джиммі Феллоном», де ведучий Феллон грав проти таких знаменитостей, як Бетті Вайт, Серена Вільямс, Анна Курнікова, Шарліз Терон та Джессіка Альба.
У The Colbert Report було опубліковано фрагмент про містифікацію дослідження Центрів контролю та профілактики захворювань.
Гра займала чільне місце у фільмі «Дорожня пригода: Пивний понг», продовженні комедії 2000 року «Дорожня пригода». Після скарг студентів Коледж Агнес Скотт, де знімалася більша частина фільму, не хотів бути вказаним у титрах.

### Видавнича справа
29 серпня 2009 року видавництво Chronicle Books опублікувало «Книгу пиво-понгу» (The Book of Beer Pong) — 200-сторінковий повністю ілюстрований посібник із гри.

### Бад-понг
Бад-понг був брендованою версією пиво-понгу, який, за словами пивовара Anheuser-Busch, передбачав пиття води, а не Budweiser чи будь-якого іншого пива. Влітку 2005 року компанія почала продавати своїм дистриб'юторам набори для «bud pong». Франсін І. Кац, віцепрезидентка з комунікацій та зв'язків зі споживачами, у газеті The New York Times повідомила, що бад-понг не призначений для неповнолітніх, які вживають алкоголь, оскільки акції проводилися в барах, а не в кампусах. І він не пропагував зловживання алкоголем, сказала вона, оскільки офіційні правила вимагають використання води, а не пива.
Газета The New York Times процитувала барменку з клубу поблизу Клемсонського університету, яка сказала, що працювала на кількох заходах з пиво-понгу і «ніколи не бачила, щоб хтось грав з водою. Це завжди пиво. Це як будь-який інший пиво-понг».
Дехто висловив недовіру публічним заявам Anheuser-Busch. Генрі Вешлер, директор Дослідження алкоголю в коледжах Гарвардської школи громадського здоров'я, сказав: «Навіщо алкогольним компаніям рекламувати ігри, які передбачають пиття води? Це абсурд»; тоді як на рекламному сайті Adjab висловив думку, що «гра в бад-понг з водою — це так само ймовірно, як і те, що дитина-підліток використовує рулонний папір, куплений у магазині, для куріння тютюну».
Однак практика гри з водою стає все більш поширеною в університетських містечках через гігієнічні проблеми, пов'язані з використанням чашок з попередніми гравцями. Використання води в ігрових келихах також позбавляє гравців необхідності випивати кожен забитий м'яч. Замість того, щоб пити пиво зі склянки щоразу, коли гравець забиває гол, гравець просто робить ковток лікеру або ковток зі своєї склянки щоразу, коли команда суперника забиває гол. Це знімає занепокоєння щодо того, що пияцтво є частиною гри. Це також може допомогти, коли не вистачає пива для великої кількості ігор під час вечірки.

### Відеоігри

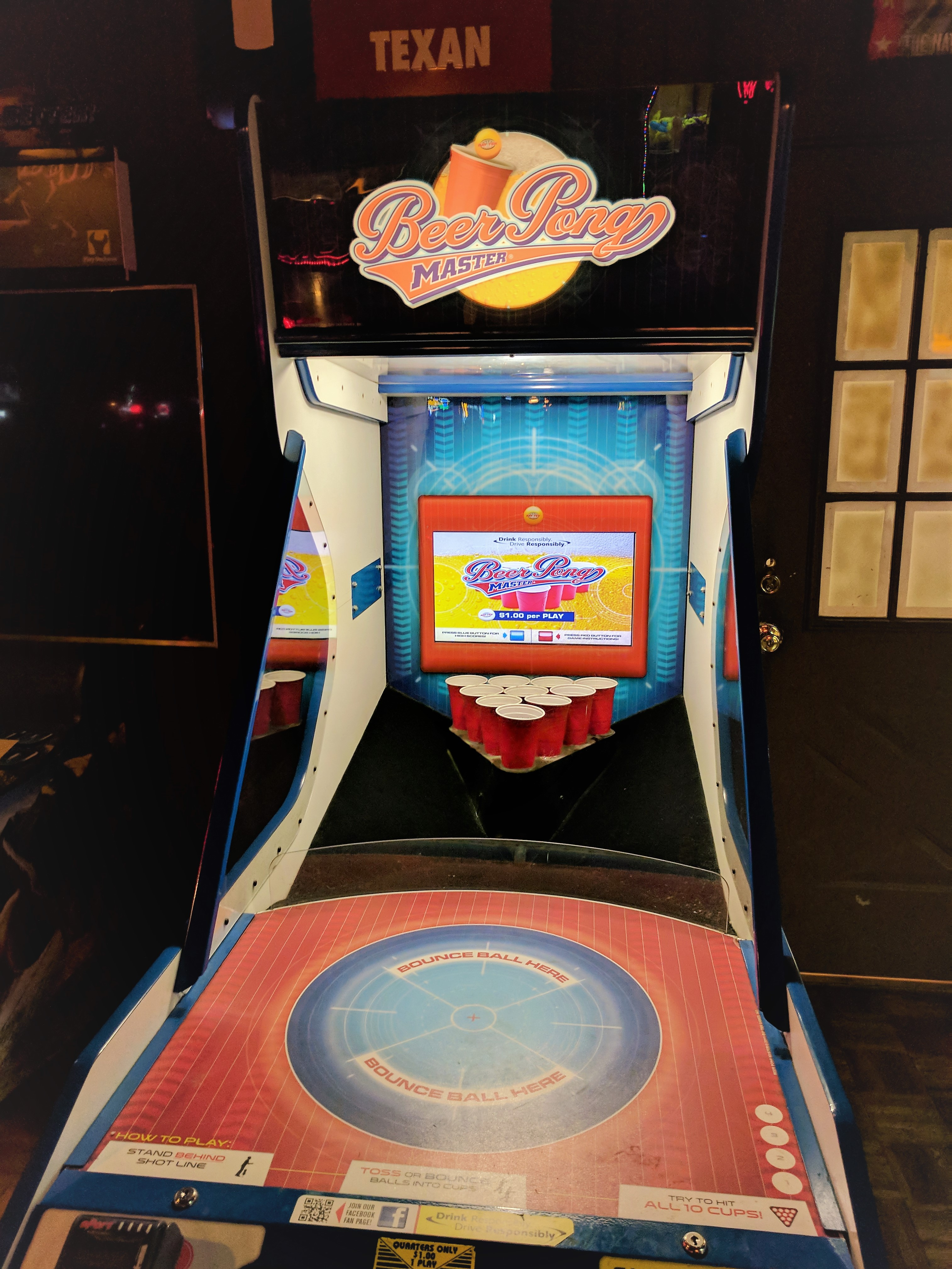
Аркадний автомат Beer Pong Master

У липні 2008 року компанія JV Games Inc. випустила відеогру для консолі Wii під назвою Frat Party Games: Beer Pong, яку можна завантажити. ESRB визнав її придатною для дітей віком від 13 років, але після того, як це було поставлено під сумнів генеральним прокурором штату Коннектикут, гру було перейменовано на Frat Party Games: Pong Toss, а всі згадки про алкоголь були видалені.
У 2013 році компанія Bay Tek Games випустила аркадний автомат Beer Pong Master, де гравці кидають кульки в порожні пластикові келихи на дальньому кінці автомата, намагаючись загасити електричне світло. Наступного року Bay Tek випустила варіант сімейної розваги під назвою Sink It, де він має ту саму функцію, але після ігрового сеансу видають квитки.
У 2025 році вийшла гра «The Alters» з міні-грою, де головний герой міг грати в «Beerpong».